# Wammu
Wammu – nakładka graficzna dla Gammu napisana w języku Python, oparta na wxPython. Program został udostępniony na licencji GNU GPL.
Wammu służy do zarządzania telefonem komórkowym w komputerze. Dzięki temu programowi użytkownik może zarządzać kontaktami, wiadomościami, ustawieniami oraz innymi elementami telefonu.
Obecnym szefem projektu jest Michal Čihař.

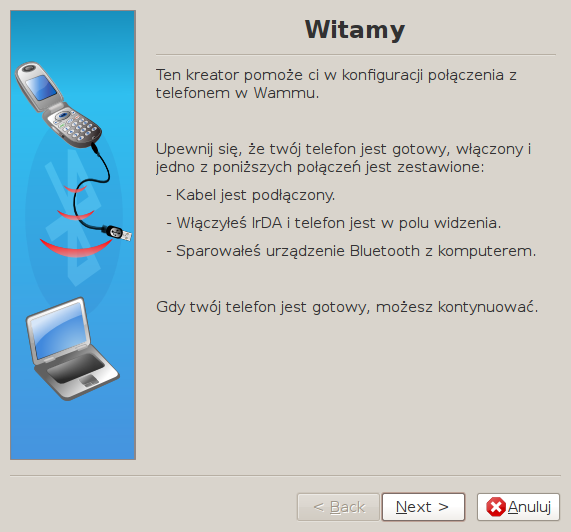
Kreator Konfiguracji Telefonu